# Faza termodynamiczna
Faza termodynamiczna – jednolita część układu fizycznego, oddzielona od innych powierzchniami międzyfazowymi, zwanymi granicami faz, na których zachodzi skokowa zmiana własności fizycznych lub chemicznych. Najprostszym przykładem zawsze odrębnych faz są jednorodne ciała będące w różnych stanach skupienia (np. woda i lód, woda i para wodna). I tak: 
W ciele stałym występuje więcej niż jedna faza termodynamiczna, gdy:
- istnieje w nim jednocześnie więcej niż jedna forma krystaliczna;
- istnieją w nim obszary różniące się parametrami termodynamicznymi - ruchliwością cząsteczek lub stopniem ich uporządkowania;
- składa się ono z dwóch lub więcej związków chemicznych, które się z sobą nie mieszają lub rozdzieliły się w wyniku jakiegoś procesu fizycznego.

W cieczy mogą współistnieć różne ciekłe fazy termodynamiczne, gdy:
- tworzy ona mieszaninę dwóch lub więcej czystych cieczy, które się z sobą nie mieszają (przy częściowej mieszalności każda faza może składać się z więcej niż jednej cieczy);
- stanowi roztwór dwóch lub więcej związków chemicznych, ale o różnych proporcjach składników w oddzielnych fazach;
- jest kombinacją powyższych układów.

Ciekłe kryształy są zdolne do generowania wielu różnych rodzajów  faz wskutek różnych sposobów i stopni uporządkowania tworzących je cząsteczek.
W gazach nigdy nie występują fazy termodynamiczne, gdyż wszystkie gazy mieszają się z sobą w dowolnych proporcjach (tworzą roztwór właściwy).
Jako przykład układu wielofazowego można podać przesycony roztwór trzech związków chemicznych w obecności par cieczy w powietrzu nad roztworem, który składa się z pięciu faz: trzech stałych, jednej ciekłej i jednej gazowej.